# Селва I (Кампобасо)
Селва I је насеље у Италији у округу Кампобасо, региону Молизе.
Према процени из 2011. у насељу је живело 49 становника. Насеље се налази на надморској висини од 525 м.